# Angel of the Waters

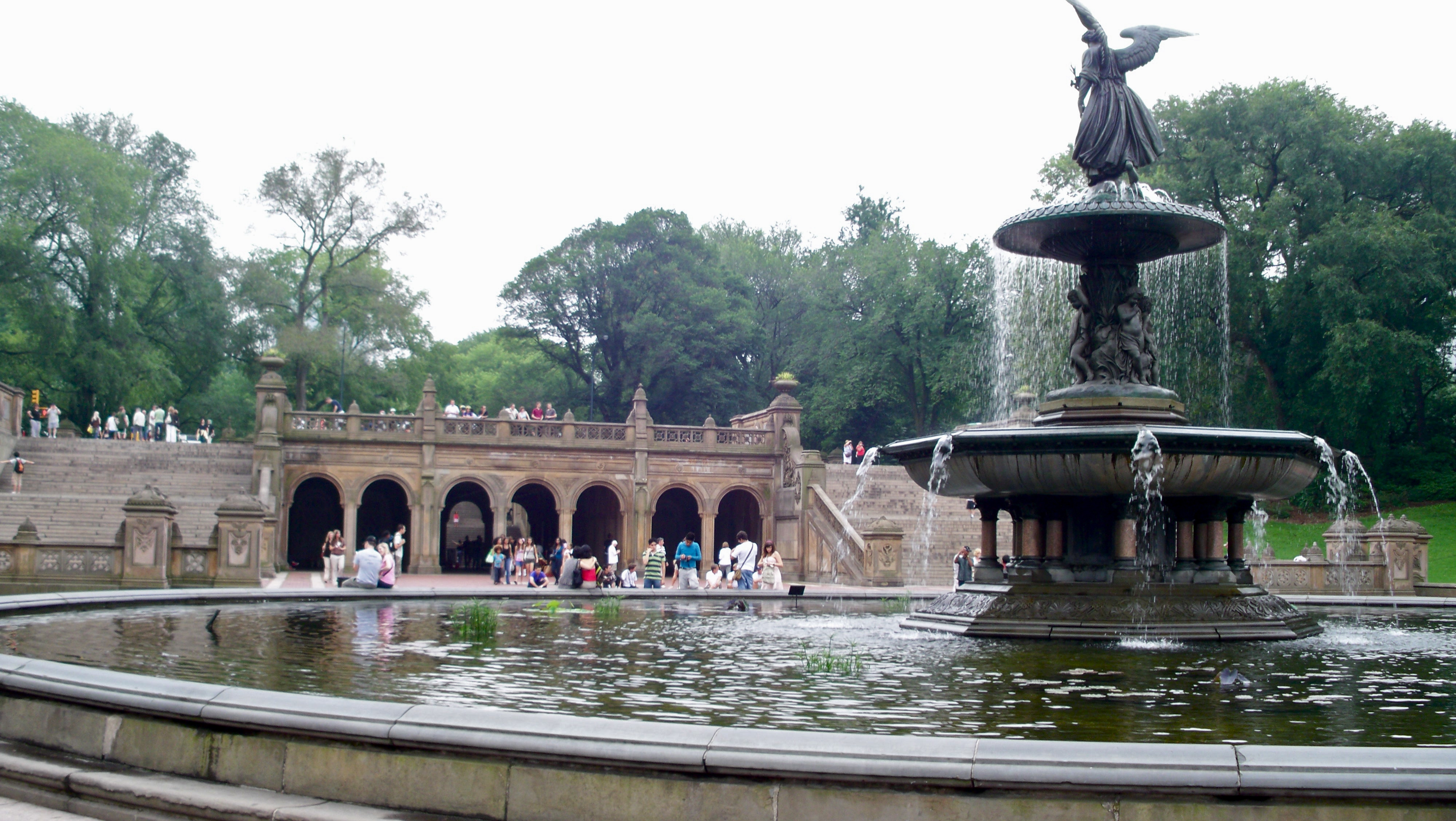
Angel of the Waters auf dem Zwei-Schalen-Brunnen und der Bethesda Terrace

Der Engel über den Gewässern (im Original englisch Angel of the Waters) wurde von Emma Stebbins (1815–1882) geschaffen. Sie war die erste Frau, der ein solcher Auftrag übertragen wurde. Der Engel ist Denkmal und Erinnerung an den Bau der Wasserleitung Croton Aqueduct im New Yorker Central Park.  
Die Bronzestatue steht über der oberen Schale des Brunnens Bethesda Fountain an der den Park querenden Straße auf Höhe der 72. Straße am Ende der Mall, dem Terrace Drive. Sie hat eine Höhe von etwa 2,6 Metern. Stebbins begann die Arbeiten in Rom im Jahr 1861 (am Beginn des Amerikanischen Bürgerkriegs). Die Plastik wurde im Jahr 1868 vollendet und 1873 enthüllt. Errichtet ist sie über jenem Becken, das von Calvert Vaux geplant wurde.

## Beschreibung

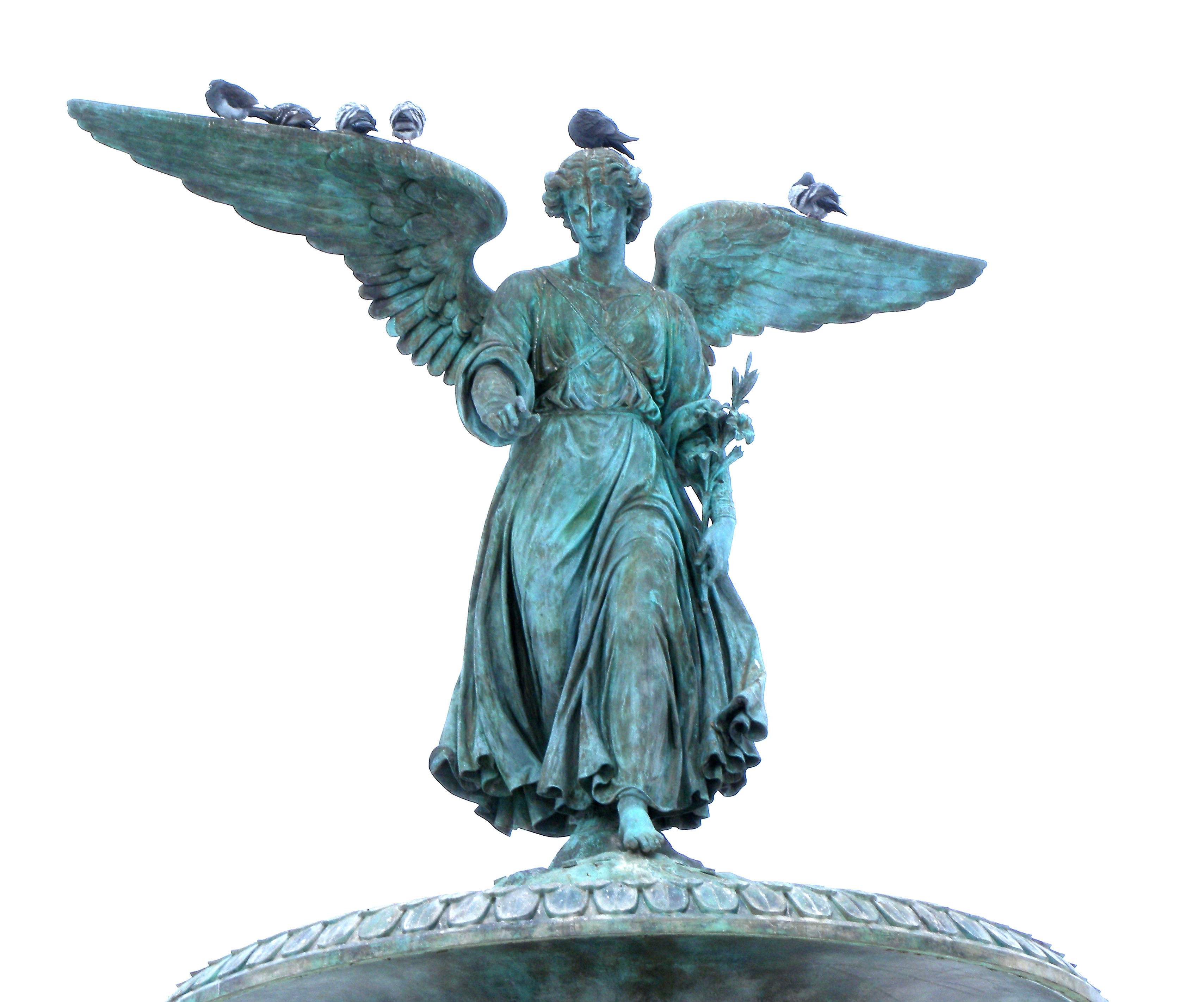
Die Engelsfigur

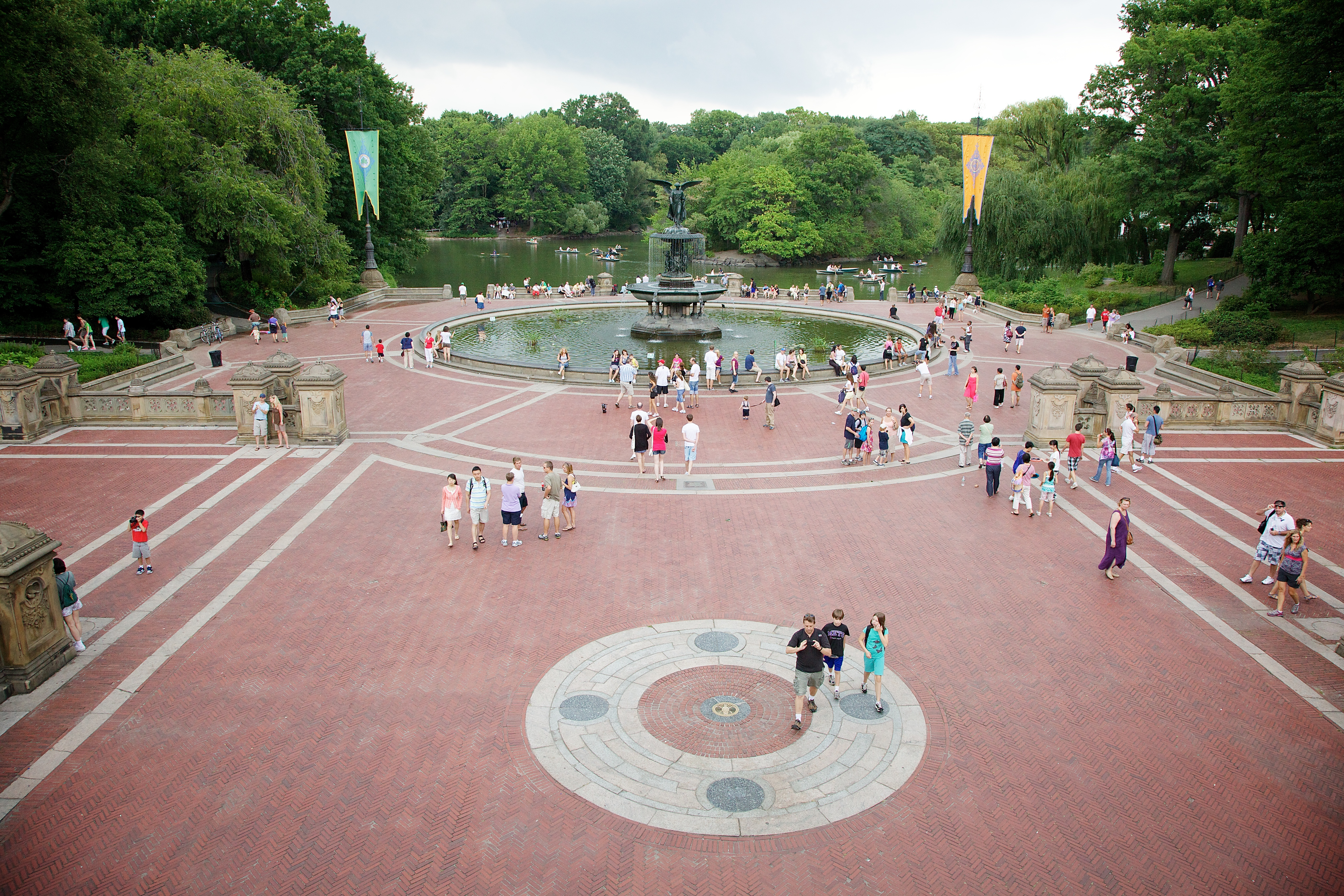
Blick auf den Central Park

In einem über den Knöcheln endenden weiten Kleid  schreitet die Figur mit dem linken Fuß voran. Die Lilie in ihrer linken Hand steht für die Reinheit des Wassers und die vier Figuren über der unteren Schale, weit über dem großen Becken, stehen für Frieden, Gesundheit, Reinheit und Mäßigung (Peace, Health, Purity, Temperance). Mit der rechten Hand segnet sie.
Von Emma Stebbins stammen unter anderem auch die Bronzestatue des US-amerikanischen Bildungsreformers Horace Mann in Boston und die Marmorstatue des Columbus vor dem Supreme Court des Staates New York in New York City.